# Witstaartgaai
De witstaartgaai (Cyanocorax mystacalis) is een zangvogel uit de familie van de kraaien (Corvidae).

## Verspreiding en leefgebied
Deze soort komt voor in zuidwestelijk Ecuador en noordwestelijk Peru.

## Status
De grootte van de populatie is niet gekwantificeerd maar de soort wordt omschreven als vrij algemeen. Op de Rode lijst van de IUCN heeft deze soort de status niet bedreigd.